# المحاجى (الحد)

تعديل مصدري - تعديل

المحاجى هي إحدى قرى عزلة الحد بمديرية الحد التابعة لمحافظة لحج، بلغ تعداد سكانها 548 نسمة حسب تعداد اليمن لعام 2004.
موقع قرية المحاجي يتميز بكونه يقع على مجمع قراء مديرية الحد ولبعوس   وآل حميقان 
وتعتبر المحاجي  من اشهر القراء بيافع والمناطق المجاورة  ويعتبر سوقها مجمع الأسواق في المنطقة
.....